# Cyanea glabra
Cyanea glabra är en klockväxtart som först beskrevs av Franz Elfried Wimmer, och fick sitt nu gällande namn av Harold St.John. Cyanea glabra ingår i släktet Cyanea, och familjen klockväxter. Inga underarter finns listade i Catalogue of Life.